# Luca Maresca
Pour les articles homonymes, voir Maresca (homonymie).
Luca Maresca est un karatéka italien né le 28 décembre 1993 à Naples. Il est titré champion d'Europe en kumite masculin moins de 60 kilos aux championnats d'Europe de karaté 2015, à Istanbul.
Il est médaillé de bronze de kumite par équipes aux Championnats du monde de karaté 2018 à Madrid et médaillé d'argent en moins de 67 kg aux Jeux méditerranéens de 2022 à Oran. 
Il remporte la médaille de bronze en kumite par équipes lors des Championnats du monde de karaté 2023 à Budapest.